# AstroWorld
Astroworld (стилізований великими літерами) — третій студійний альбом американського репера Тревіса Скотта. Він був випущений 3 серпня 2018 року через Cactus Jack Records і Grand Hustle Records і розповсюджений Epic Records. Альбом включає гостьовий вокал від Frank Ocean, Drake, Swae Lee, Kid Cudi, James Blake, Philip Bailey, Juice Wrld, Sheck Wes, the Weeknd, 21 Savage, Gunna, Nav, Don Toliver, Quavo та Takeoff тощо. Виробництво займалися кілька продюсерів, у тому числі сам Скотт,  Mike Dean, Allen Ritter, Hit-Boy, WondaGurl, Tay Keith,  Tame Impala,  Frank Dukes, Sonny Digital, Murda Beatz і Thundercat тощо. Альбом слідує за другим студійним альбомом Скотта, Birds in the Trap Sing McKnight (2016) і його спільним альбомом з Quavo, Huncho Jack, Jack Huncho (2017).
Альбом названий на честь неіснуючого тематичного парку Six Flags AstroWorld, який до закриття був розташований у Х’юстоні, штат Техас. Скотт, уродженець Х'юстона, хотів, щоб альбом звучав так, ніби "у дітей відбирають парк розваг". Він також описував альбом як продовження свого дебютного альбому Rodeo (2015). Astroworld — це хіп-хоп та психоделічний реп-альбом, що містить елементи трепу та психоделічної музики. Альбом був підтриманий чотирма синглами: «Butterfly Effect», «Sicko Mode», «Yosemite» і «Wake Up».
Astroworld отримав широке визнання та мав хороші комерційні результати, дебютувавши на вершині Billboard 200 США з 537 000 альбомів, еквівалентних одиницям, з яких 270 000 були чистими продажами. Отримав потрійний платиновий сертифікат від асоціації індустрії звукозапису Америки (RIAA). Також отримав звання «Альбом року» на BET Hip Hop Awards 2019. Кілька видань визнали альбом одним із найкращих альбомів 2018 року та десятиліття.

## Обкладинка
Назву альбому було оголошено в травні 2016 року і спочатку планувалося випустити в 2017 році. Альбом названий на честь неіснуючого тематичного парку Six Flags AstroWorld, який до закриття був розташований у Х’юстоні, штат Техас, до його закриття в 2005 році. У 2017 році в інтерв’ю виданню GQ Скотт сказав про назву альбому: «Вони зруйнували AstroWorld, для того щоб побудувати більше житлових площ. Альбом звучатиме так, ніби у дітей відбирають парк розваг. Ми хочемо його повернути. Ось чому я це роблю. Це позбавило міста задоволення». Скотт описав альбом як продовження свого дебютного альбому Rodeo (2015), зазначивши: «Я полягав у тому, що якщо ви обожнюєте Rodeo, ви точно будете обожнювати Astroworld. Я тільки закінчую сагу, яку почав на мій перший альбом. Це мав бути мій другий альбом. Мені довелося робити все швидко, тому що, як я вже сказав, у мене були всі ці ідеї, мені просто потрібно було швидко все зробити, але тепер я нарешті повернувся додому з Astroworld. "

## Запис
Запис альбому відбувався між 2016 і 2018 роками, супроводжуючи оновленнями в соціальних мережах. У липні 2018 року повідомлялося, що Скотт завершує роботу над альбомом на Гаваях із різними музикантами та продюсерами, такими як Mike Dean, Nav, Frank Dukes, Sonny Digital, WondaGurl, Sheck Wes, Gunna, Wheezy, Don Toliver, Allen Ritter і Amir "Cash" Esmailian.

## Композиція
Astroworld — це хіп-хоп та психоделічний реп-альбом, що містить елементи трепу та психоделічної музики.    Пісню «Stargazing» описують як «психоделічну пастку», тоді як «Coffee Bean» населяє «територію старого шкільного хіп-хопу з блаженною фанк-гітарою».  Пісня «Skeletons» була названа Pitchfork «калейдоскоп-поп», що містить ліричний вплив Каньє Веста.

## Мистецтво
Обкладинку зняв американський фотограф David LaChapelle, і на ній зображена гігантська золота надувна голова Скотта як вхід до парку розваг, а перед нею — діти, батьки та працівники парку. Друга обкладинка показує той самий вхід до парку розваг у нічний час, замінюючи сімейні функції вмістом для дорослих. 1 серпня 2018 року трансгендерна модель Аманда Лепор, яка є відомою співавторкою LaChapelle, запитала, чому її виключили з остаточної версії другої обкладинки. Пізніше Лашапель відповів, заявивши, що це сталося через те, що Лепор виставив інших моделей на обкладинку. Тревіс Скотт також відповів через Twitter, пояснивши, що він «має нічого, крім поваги до спільноти ЛГБТК».
У вересні 2018 року TMZ повідомило, що відомий виконавець Frank Ocean подав на Скотта позов про припинення та відмову від його куплету з пісні «Carousel» через розбіжності щодо звучання пісні. Невдовзі Ocean видав роз’яснення, заявивши: «Я думаю, що пісня звучить круто [...] Я також схвалив її перед тим, як вона вийшла, тому припинення й відмова стосувалося не 🔊, а 🏳️🌈. Ми з Тревісом вирішили це між собою тижні тому. 💖" Використання Оушеномом прапора прайду вважалося посиланням на суперечливе видалення Lepore з обкладинки.

## Випуск і просування
У травні 2017 року Скотт завантажив на SoundCloud три пісні — «A Man», «Green and Purple» за участю Playboi Carti та «Butterfly Effect». Остання пісня також була випущена на музичних потокових сервісах як сингл. Сингл «Watch» за участю Lil Uzi Vert і Kanye West був випущений 4 травня 2018 року Пісня посіла 16 позицію в US Billboard Hot 100.
27 липня 2018 року на вершині магазину Amoeba Music в Лос-Анджелесі з'явилася гігантська скульптура голови Скотта. Кілька копій скульптури з'явилися в різних інших місцях, включаючи рідне місто Скотта Х'юстон, штат Техас. Після численних спекуляцій в Інтернеті дату виходу Astroworld було оголошено 30 липня 2018 року в соціальних мережах разом із трейлером альбому, який містив трек «Stargazing».
Після релізу відбувся епізод Wav Radio на Beats 1 з Chase B. Відбулася прем’єра трьох пісень, які не потрапили до остаточного треку: «Houdini» за участю Playboi Carti, «Zoom» за участю Gunna та «Part Time». Музичне відео на пісню «Stop Trying to Be God» було випущено 6 серпня 2018 року, режисер Dave Meyers. Скотт заспівав три пісні на MTV Video Music Awards 2018.

## Сингли
"Butterfly Effect" був випущений 15 травня 2017 року на стрімінгові платформи та цифрового завантаження як головний сингл альбому. Він досяг 50 місця в Billboard Hot 100.
«Sicko Mode» було надіслано на ритмічне та міське сучасне радіо 21 серпня 2018 року як другий сингл альбому. Пісня включає в себе вокал канадського репера Drake та додатковий вокал американських реперів Sway Lee та Big Hawk. Трек досяг першого місця в Billboard Hot 100.
«Yosemite» було надіслано на міське сучасне радіо 20 листопада 2018 року як третій сингл альбому. У пісні є  вокал від американського репера Gunna та канадського репера Nav. Він досяг 25 місця в Billboard Hot 100.
Четвертий сингл альбому, «Wake Up», був надісланий на ритмічне сучасне радіо 26 березня 2019 року У пісні є вокал від канадського співака та автора пісень The Weeknd. Він досяг 30 місця в Billboard Hot 100.

## Оцінки від критиків
Astroworld був зустрінутий широкою критикою. У Metacritic, який присвоює нормалізований рейтинг зі 100 рецензіям від професійних видань, альбом отримав середню оцінку 85 на основі 19 рецензій.  Агрегатор AnyDecentMusic? поставили йому 8,1 з 10 на основі їхньої оцінки критичного консенсусу. 
Джордан Бассетт з NME дав ідеальну оцінку Astroworld, високо оцінивши виступи гостей альбому та відзначивши «Stop Trying to Be God» як «запис надзвичайної майстерності», а «Coffee Bean» описав як «момент, який втілює масштаб і амбіції Astroworld». Бассет підсумував: «Це звучання музиканта, який працював над створенням цілого світу, імперії навколо себе – ми можемо вдивлятися, але здалеку, вгадуючи його мотиви та життя за оксамитовою мотузкою».  З таким же визнанням Кассандра Гуальярді з Exclaim! зробив висновок, що Astroworld «показує еволюцію Тревіса Скотта як художника і є його найбільш вишуканим, творчим і гідним гніву проектом».  Ройзін О'Коннор з The Independent описав Astroworld як «футуристичну платівку з практично бездоганною продукцією, яка залишається в пам'яті ще довго після останнього треку» і назвав її «найвизначнішою роботою Скотта на сьогоднішній день».  Для Consequence Рен Грейвс написав, що Astroworld — це «альбом, сповнений заразливих потоків і атмосферних ритмів».  Томас Гоббс із Highsnobiety заявив, що Astroworld «запам’ятають як момент, коли Тревіс Скотт створив музичний твір, гідний тих заворушень, які він здатний спровокувати. Це неймовірно розважальний цирковий атракціон. Тревісу Скотту відчайдушно потрібен був чудовий альбом, щоб виправдати ажіотаж, а Astroworld, він може стати просто класикою». Грант Рінднер із The Line of Best Fit сказав: «Скотт міг би легко створити ще один спотворений, розпусний проект, подібний до його попередніх двох альбомів, але, підкресливши його вокальні виступи та знайшовши найкращу золоту середину, яку він коли-небудь мав зі своєю зграєю суперзіркових співавторів, він досяг Astroworld — тематичний парк, який варто відвідати знову, незалежно від того, чи прийшли ви як прихильник чи скептик».
Ларрі Фіцморіс з Pitchfork назвав Astroworld найсильнішим альбомом Скотта на сьогодні, заявивши, що «його майстерність як куратора допомагає виліпити липкий, вологий, психоделічний світ із сліпучою постановкою та дивними задоволеннями на кожному кроці», хоча вважав, що Скотт «зіграє роль диригента для своїх неоновий зіпсований цирк звуку, а не стати головною атракцією».  Ендрю Баркер з Variety сказав: «З 17 треками Astroworld не позбавлений наповнювача — функція 21 Savage «NC-17» є втомливою другою мовою, тоді як «Can't Say» і «Houstonfornication» ніколи не набувають реальної форми, але рідко коли альбом відчуваєш себе лінивим чи не надихнутим». Для Rolling Stone Крістофер Р. Вайнгартен похвалив першу половину альбому, хоча вважав другу половину слабшою в порівнянні: «На жаль, Скотт не тримає конверта для всього альбому: розтяжка із семи пісень у бек-енд — вінтажний Тревіс із його зонованим, гіпнотичним ритмом. Однак решта знаменує собою найцікавішу музику в його кар’єрі, Скотт уже не просто виглядає як геніальний виконавець, але й звучить так». 

### Рейтинги
| Публікація           | Список                                    | ранг |
| -------------------- | ----------------------------------------- | ---- |
| Billboard            | 50 найкращих альбомів 2018 року           | 7    |
| Billboard            | 100 найкращих альбомів 2010-х             | 83   |
| Complex              | 50 найкращих альбомів 2018 року           | 2    |
| Entertainment Weekly | 20 найкращих альбомів 2018 року           | 20   |
| The Gurdian          | 50 найкращих альбомів 2018 року           | 28   |
| The Independent      | 40 найкращих альбомів 2018 року           | 13   |
| NME                  | Найкращі альбоми 2018 року                | 19   |
| NME                  | Найкращі альбоми десятиліття: 2010-ті     | 64   |
| Pitchfork            | 50 найкращих альбомів 2018 року           | 23   |
| Rolling Stone        | 50 найкращих альбомів 2018 року           | 6    |
| Rolling Stone        | 200 найкращих хіп-хоп альбомів усіх часів | 200  |
| Uproxx               | 50 найкращих альбомів 2018 року           | 1    |
| Uproxx               | Найкращі альбоми 2010-х                   | 20   |
| Vibe                 | 30 найкращих альбомів 2018 року           | 28   |

### Галузеві нагороди
| рік      | Церемонія              | Категорія | Результат |
| -------- | ---------------------- | --- | --------- |
| 2019 рік | American Music Awards  | Улюблений альбом – реп/хіп-хоп | Номінація |
| 2019 рік | BET Hip Hop Awards     | Альбом року | Перемога  |
| 2019 рік | Billboard Music Awards | Кращий реп альбом | Номінація |
| 2019 рік | Нагороди Греммі        | Найкращий реп альбом\| style="background: #FDD; color: black; vertical-align: middle; text-align: center; " class="no table-no2"\|Номінація | Номінація |
| 2019 рік | Нагороди Juno          | style="background: #FDD; color: black; vertical-align: middle; text-align: center; " class="no table-no2"\|Номінація                        | Номінація |

## Комерційне виконання
На батьківщині Тревіса Скотта, у Сполучених Штатах, Astroworld дебютував під номером один у Billboard 200 з 537 000 одиниць в еквіваленті альбому, що включало 270 000 чистих продажів альбомів. Альбом став другим за обсягом продажів першого тижня року, після Scorpion створеного репером Drake, і другим за обсягом продажів  альбому за тиждень, після Come Tomorrow гурту Dave Matthews Band. Альбом заробив 349,43 мільйона прослуховувань на стрімінгових платформах за перший тиждень, ставши п’ятим найбільшим тижнем потокового передавання за всю історію. Він став другим альбомом Скотта номер один у Сполучених Штатах. Після релізу всі 17 треків альбому увійшли до US Billboard Hot 100, включаючи «Sicko Mode» (на 4 місці) і «Stargazing» (8), що зробило Скотта четвертим виконавцем, який дебютував з кількома піснями в топ-10 чарту. одночасно. За другий тиждень альбом заробив 205 000 одиниць в еквіваленті альбому, залишившись на першому місці. 3 грудня 2018 року Astroworld повернувся на перше місце в Billboard 200, заробивши 71 000 альбомних еквівалентів, майже через чотири місяці після першого випуску. До кінця 2018 року альбом зібрав понад 1 985 000 альбомних еквівалентів у США, причому понад 464 000 були чистими продажами, що стало другим найбільш продаваним хіп-хопом за продажами альбомів року, поступаючись лише Камікадзе Емінема. 25 листопада 2019 року Astroworld отримав тричі платиновий сертифікат Асоціації звукозаписної індустрії Америки (RIAA) з трьома мільйонами альбомних еквівалентів у Сполучених Штатах. 
В Австралії Astroworld посів перше місце в чарті альбомів ARIA, ставши першим номером один у чарті Тревіса Скотта. Два треки «Sicko Mode» (7) і «Stargazing» (10) потрапили в першу десятку чарту синглів ARIA, ставши першою десяткою пісень репера в країні. У Канаді Astroworld перемістив 27 000 одиниць в еквіваленті альбому протягом першого тижня. Він став першим альбомом Скотта номер один в країні. За другий тиждень альбом заробив 13 000 одиниць альбомного еквівалента, другий тиждень поспіль очолюючи Billboard Canadian Albums. У Сполученому Королівстві альбом дебютував під номером третє в UK Albums Chart, ставши першим альбомом репера, який потрапив у десятку чартів. Окрім альбому, три композиції «Sicko Mode» (9), «Stargazing» (15) і «Carousel» (29) увійшли до топ-40 британського чарту синглів, тоді як головний сингл «Butterfly Effect» " раніше досяг 57 місця в чарті.

## Трек-лист
| Astroworld track listing | Astroworld track listing | Astroworld track listing | Astroworld track listing                                                            | Astroworld track listing |
| #                        | Назва                    | Автор | Producer(s)                                                                         | Тривалість               |
| ------------------------ | ------------------------ | --- | ----------------------------------------------------------------------------------- | ------------------------ |
| 1.                       | «Stargazing»             | Jacques Webster II Sonny Uwaezuoke Brandon Korn Brandon Whitfield Samuel Gloade Cydel Young Jamie Lepe Michael Dean Lamont Porter | Sonny Digital B Wheezy Bkorn 30 Roc Travis Scott [b] Mike Dean [b] Allen Ritter [b] | 4:31                     |
| 2.                       | «Carousel»               | Webster Christopher Breaux Chauncey Hollis Rick Rubin Adam Horovitz Adam Yauch Michael Diamond | Hit-Boy Rogét Chahayed [a] Dean [b]                                                 | 3:00                     |
| 3.                       | «Sicko Mode»             | Webster Aubrey Graham Khalif Brown John Hawkins Hollis Ozan Yildirim Brytavious Chambers Tim Gomringer Kevin Gomringer Chahayed Young Mirsad Dervić Dean Luther Campbell Harry Wayne Casey Richard Finch Christopher Wallace Osten Harvey Bryan Higgins Trevor Smith James Jackson Malik Taylor Keith Elam Chris E. Martin Kamaal Fareed Ali Jones-Muhammad Tyrone Taylor Fred Scruggs Kirk Jones Chylow Parker | Hit-Boy Oz Tay Keith Cubeatz Chahayed Dean [b]                                      | 5:12                     |
| 4.                       | «R.I.P. Screw»           | Webster Brown Trocon Roberts, Jr. Dean Blair Lavigne | FKi 1st Travis Scott Dean [b]                                                       | 3:05                     |
| 5.                       | «Stop Trying to Be God»  | Webster James Litherland Dean K. Gomringer T. Gomringer Joshua Adams | Travis Scott J Beatzz Dean Cubeatz [b]                                              | 5:38                     |
| 6.                       | «No Bystanders»          | Webster Jarad Higgins Khadimou Fall Ebony Oshunrinde Dean Bryan Simmons Young Björk Guðmundsdóttir Sigurjón Sigurdsson Paul Beauregard Ricky Dunigan Jordan Houston Lola Mitchell Darnell Carlton Robert Phillips Filip Gežin | WondaGurl Dean TM88 David Stromberg [b] Gežin [b]                                   | 3:38                     |
| 7.                       | «Skeletons»              | Webster Pharrell Williams Kevin Parker Abel Tesfaye Kanye West Reine Fiske Dean | Tame Impala Travis Scott [b]                                                        | 2:25                     |
| 8.                       | «Wake Up»                | Webster Tesfaye Adam Feeney Rupert Thomas, Jr. Nima Jahanbin Paimon Jahanbin Dean Kaan Güneşberk | Frank Dukes Sevn Thomas Wallis Lane John Mayer [a]                                  | 3:51                     |
| 9.                       | «5% Tint»                | Webster Roberts, Jr. Dean Rico Wade Patrick Brown Raymon Murray Cameron Gipp Willie Knighton Robert Barnett Thomas Callaway | FKi 1st Dean [b]                                                                    | 3:16                     |
| 10.                      | «NC-17»                  | Webster Shayaa Abraham-Joseph Matthew Samuels Johnny Stefene T. Gomringer K. Gomringer Ritter Dean | Boi-1da Cubeatz Ritter [b] Dean [b]                                                 | 2:36                     |
| 11.                      | «Astrothunder»           | Webster Feeney Stephen Bruner Mayer Matthew Tavares Tommy Paxton-Beesley | Travis Scott Frank Dukes Thundercat Mayer Matty [b] River Tiber [b] Vegyn [b]       | 2:23                     |
| 12.                      | «Yosemite»               | Webster Sergio Kitchens Navraj Goraya June James Chandler Durham Ramiro Morales | James Turbo [a] Ramy [a]                                                            | 2:30                     |
| 13.                      | «Can't Say»              | Webster Caleb Toliver Dean Uwaezuoke Feeney Oshunrinde James Cyr | WondaGurl Frank Dukes London Cyr [a] Dean [b]                                       | 3:18                     |
| 14.                      | «Who? What!»             | Webster Quavious Marshall Kirshnik Ball Ronald LaTour Gloade Feeney Porter Brock Korsan | Cardo 30 Roc                                                                        | 2:56                     |
| 15.                      | «Butterfly Effect»       | Webster Shane Lindstrom Donald Paton | Murda Beatz Felix Leone [a]                                                         | 3:10                     |
| 16.                      | «Houstonfornication»     | Webster Thomas, Jr. N. Jahanbin P. Jahanbin | Sevn Thomas Wallis Lane                                                             | 3:37                     |
| 17.                      | «Coffee Bean»            | Webster Young Anthony Jefferies Timothy Suby Dean | Nineteen85 Tim Suby [a] Dean [b]                                                    | 3:29                     |
| 58:33                    |                          | |                                                                                     |                          |

Семпли
- «Carousel» містить семпл «The New Style» у виконанні Beastie Boys, написаний Ріком Рубіном, Адамом Горовіцем, Адамом Яухом і Майклом Даймондом.
- «Sicko Mode» містить семпл «I Wanna Rock» у виконанні Люка, написаний Лютером Кемпбеллом, Гаррі Уейном Кейсі та Річардом Фінчем ; і «Gimme the Loot» у виконанні The Notorious BIG, автори Крістофер Уоллес, Остен Гарві, Браян Хіггінс, Тревор Сміт, Джеймс Джексон, Малік Тейлор, Кіт Елам, Крістофер Мартін, Камал Фарід, Алі Шахід Джонс-Мухаммед, Тайрон Тейлор, Фред Скраггз, Кірк Джонс і Чайлоу Паркер.
- «No Bystanders» містить семпл «Jóga» у виконанні Бйорк, написаний Бйорком Гудмундсдоттір і Сігурйоном Сігурдссоном ; і частини «Tear Da Club Up», написані Полом Борегардом, Рікі Дуніганом, Джорданом Х'юстоном, Лолою Мітчелл, Дарнеллом Карлтоном і Робертом Філліпсом.
- «5% Tint» містить семпл «Cell Therapy» у виконанні Goodie Mob, написаний Ріко Вейдом, Патріком Брауном, Реєм Мюрреєм, Кемероном Гіппом, Віллі Найтоном, Робертом Барнеттом і Томасом Каллавеєм.

## Персонал
Музиканти
- Майк Дін — клавішні (трек 4), гітара (трек 17), синтезатор (трек 17)
- Стіві Вандер – гармоніка (трек 5)
- Джон Меєр — гітара (треки 8, 11, 13)
- Шелдон Фергюсон — гітара (доріжка 12)
- Nineteen85 – бас (трек 17)
- Ісая Гейдж — віолончель (доріжка 17)
- Тім Сабі — гітара (трек 17)
- Стівен «Йохан» Фейгенбаум — струнні (доріжка 17)

Технічні спеціалісти
- Майк Дін – мастеринг (усі треки), зведення (треки 1–13, 16, 17), запис (доріжки 8)
- Джиммі Кеш – помічник інженера (треки 1–13, 16, 17), запис (треки 1, 4, 9–14, 17), зведення (треки 6, 14)
- Джон Шер – помічник інженера (доріжки 1, 3, 16, 17)
- Бен Седано – помічник інженера (доріжки 1, 3, 14, 16, 17)
- Шон Солімор – помічник інженера (доріжки 1–13, 16, 17)
- Тревіс Скотт – запис (треки 2–4, 7–11, 16), зведення (треки 3–5, 7, 8, 11, 17)
- Зак Стіл – запис (треки 2, 5, 12, 13, 17), зведення (треки 6)
- Скайлер Маклін – помічник інженера (доріжки 6, 12, 13)
- Шін Каміяма – запис (доріжка 8)
- Blake Harden – зведення (трек 15), запис (трек 15)
- Томас Каллісон – помічник інженера (доріжка 15)

## Чарти
| Chart (2018–2020)                                    | Peak position |
| ---------------------------------------------------- | ------------- |
| Австралія Australian Albums (ARIA)                   | 1             |
| Австрія Austrian Albums (Ö3 Austria)                 | 4             |
| Бельгія Belgian Albums (Ultratop Flanders)           | 1             |
| Бельгія Belgian Albums (Ultratop Wallonia)           | 2             |
| Канада Canadian Albums (Billboard)                   | 1             |
| Чехія Czech Albums (ČNS IFPI)                        | 1             |
| Данія Danish Albums (Hitlisten)                      | 1             |
| Нідерланди Dutch Albums (MegaCharts)                 | 2             |
| Фінляндія Finnish Albums (Suomen virallinen lista)   | 2             |
| Франція French Albums (SNEP)                         | 2             |
| Німеччина German Albums (Offizielle Top 100)         | 4             |
| German Albums (Top 20 Hip Hop)                       | 1             |
| Угорщина Hungarian Albums (MAHASZ)                   | 32            |
| Ірландія Irish Albums (IRMA)                         | 2             |
| Італія Italian Albums (FIMI)                         | 1             |
| Нова Зеландія New Zealand Albums (Recorded Music NZ) | 1             |
| Норвегія Norwegian Albums (VG-lista)                 | 1             |
| Португалія Portuguese Albums (AFP)                   | 18            |
| Шотландія Scottish Albums (OCC)                      | 39            |
| Spanish Albums (PROMUSICAE)                          | 12            |
| Швеція Swedish Albums (Sverigetopplistan)            | 1             |
| Швейцарія Swiss Albums (Schweizer Hitparade)         | 2             |
| Велика Британія UK Albums (OCC)                      | 3             |
| Велика Британія UK R&B Albums (OCC)                  | 2             |
| США Billboard 200                                    | 1             |
| США Top R&B/Hip-Hop Albums (Billboard)               | 1             |

| Chart (2023) | Peak position |
| 29           |               |
| ------------ | ------------- |

| Chart (2018)                          | Position |
| ------------------------------------- | -------- |
| Australian Albums (ARIA)              | 33       |
| Belgian Albums (Ultratop Flanders)    | 61       |
| Belgian Albums (Ultratop Wallonia)    | 181      |
| Canadian Albums (Billboard)           | 13       |
| Danish Albums (Hitlisten)             | 12       |
| Dutch Albums (MegaCharts)             | 38       |
| Icelandic Albums (Plötutíóindi)       | 19       |
| New Zealand Albums (RMNZ)             | 32       |
| Swedish Albums (Sverigetopplistan)    | 47       |
| UK Albums (OCC)                       | 68       |
| US Billboard 200                      | 7        |
| US Top R&B/Hip-Hop Albums (Billboard) | 4        |

| Chart (2019)                          | Position |
| ------------------------------------- | -------- |
| Australian Albums (ARIA)              | 26       |
| Belgian Albums (Ultratop Flanders)    | 50       |
| Belgian Albums (Ultratop Wallonia)    | 159      |
| Canadian Albums (Billboard)           | 8        |
| Danish Albums (Hitlisten)             | 17       |
| Dutch Albums (Album Top 100)          | 26       |
| French Albums (SNEP)                  | 138      |
| Icelandic Albums (Plötutíóindi)       | 15       |
| Italian Albums (FIMI)                 | 73       |
| New Zealand Albums (RMNZ)             | 22       |
| Swedish Albums (Sverigetopplistan)    | 47       |
| Swiss Albums (Schweizer Hitparade)    | 60       |
| UK Albums (OCC)                       | 69       |
| US Billboard 200                      | 8        |
| US Top R&B/Hip-Hop Albums (Billboard) | 4        |

| Chart (2020)                          | Position |
| ------------------------------------- | -------- |
| Australian Albums (ARIA)              | 43       |
| Austrian Albums (Ö3 Austria)          | 64       |
| Belgian Albums (Ultratop Flanders)    | 34       |
| Belgian Albums (Ultratop Wallonia)    | 82       |
| Canadian Albums (Billboard)           | 28       |
| Danish Albums (Hitlisten)             | 23       |
| Dutch Albums (Album Top 100)          | 28       |
| French Albums (SNEP)                  | 148      |
| Italian Albums (FIMI)                 | 42       |
| New Zealand Albums (RMNZ)             | 25       |
| Swedish Albums (Sverigetopplistan)    | 61       |
| Swiss Albums (Schweizer Hitparade)    | 46       |
| UK Albums (OCC)                       | 86       |
| US Billboard 200                      | 32       |
| US Top R&B/Hip-Hop Albums (Billboard) | 15       |

| Chart (2021)                          | Position |
| ------------------------------------- | -------- |
| Australian Albums (ARIA)              | 65       |
| Austrian Albums (Ö3 Austria)          | 46       |
| Belgian Albums (Ultratop Flanders)    | 61       |
| Belgian Albums (Ultratop Wallonia)    | 144      |
| Canadian Albums (Billboard)           | 36       |
| Danish Albums (Hitlisten)             | 43       |
| Dutch Albums (Album Top 100)          | 59       |
| Italian Albums (FIMI)                 | 77       |
| Norwegian Albums (VG-lista)           | 38       |
| Swiss Albums (Schweizer Hitparade)    | 48       |
| US Billboard 200                      | 45       |
| US Top R&B/Hip-Hop Albums (Billboard) | 21       |

| Chart (2022)                          | Position |
| ------------------------------------- | -------- |
| Australian Albums (ARIA)              | 90       |
| Belgian Albums (Ultratop Flanders)    | 107      |
| Belgian Albums (Ultratop Wallonia)    | 180      |
| Danish Albums (Hitlisten)             | 89       |
| Lithuanian Albums (AGATA)             | 94       |
| Swiss Albums (Schweizer Hitparade)    | 95       |
| US Billboard 200                      | 73       |
| US Top R&B/Hip-Hop Albums (Billboard) | 35       |

| Chart (2023)                          | Position |
| ------------------------------------- | -------- |
| German Albums (Offizielle Top 100)    | 84       |
| US Billboard 200                      | 70       |
| US Top R&B/Hip-Hop Albums (Billboard) | 32       |

| Chart (2010–2019) | Position |
| ----------------- | -------- |
| US Billboard 200  | 28       |

## Сертифікати
| Регіон | Сертифікація  | Продажі   |
| --- | ------------- | --------- |
| Австралія (ARIA)                                                                                           | Платиновий    | 70 000    |
| Австрія (IFPI Austria)                                                                                     | Платиновий    | 15 000    |
| Бразилія (ABPD)                                                                                            | Діамантовий   | 160 000   |
| Канада (Music Canada)                                                                                      | 5× Платиновий | 400 000   |
| Данія (IFPI Denmark)                                                                                       | 4× Платиновий | 80 000    |
| Франція (SNEP)                                                                                             | Платиновий    | 100 000   |
| Німеччина (BVMI)                                                                                           | Золотий       | 100 000   |
| Італія (FIMI)                                                                                              | 2× Платиновий | 100 000   |
| Мексика (AMPROFON)                                                                                         | Золотий       | 30 000    |
| Нова Зеландія (RIANZ)                                                                                      | 4× Платиновий | 60 000    |
| Польща (ZPAV)                                                                                              | Золотий       | 10 000    |
| Сінгапур (RIAS)                                                                                            | Золотий       | 5000*     |
| Швеція (IFPI Sweden)                                                                                       | Платиновий    | 30 000    |
| Швейцарія (IFPI Switzerland)                                                                               | Платиновий    | 20 000    |
| Велика Британія (BPI)                                                                                      | Платиновий    | 300 000   |
| США (RIAA)                                                                                                 | 4× Платиновий | 4 000 000 |
| *продажі, що базуються лише на сертифікаціях · продажі+прослуховування, що базуються лише на сертифікаціях |               |           |

## Історія випуску
| Регіон | Дата                   | Лейбли                          | Формат(и)                               | посилання |
| ------ | ---------------------- | ------------------------------- | --------------------------------------- | --------- |
| Різний | 3 серпня 2018 року     | Cactus Jack, Grand Hustle, Epic | Цифрове завантаження, потокова передача | [ 176 ]   |
| Різний | 12 жовтня 2018 року    | Cactus Jack, Grand Hustle, Epic | CD                                      | [ 177 ]   |
| Різний | 16 листопада 2018 року | Cactus Jack, Grand Hustle, Epic | Вініл                                   | [ 178 ]   |
| Японія | 31 жовтня 2018 року    | Sony Music                      | CD                                      | [ 179 ]   |